# Hans Hass
Hans Hass (Vienna, 23 gennaio 1919 – Vienna, 16 giugno 2013) è stato uno zoologo, oceanografo e fotografo austriaco, pioniere nella ripresa e nella fotografia subacquea, biologo e documentarista.
Era noto in modo particolare per le fotografie e riprese cinematografiche subacquee nel Mar Rosso e per i documentari sugli squali, che hanno contribuito a diffondere l'immersione subacquea sportiva e a far conoscere il Mar Rosso, diventato in seguito una rinomata meta turistica tra i praticanti dell'immersione. Era noto anche per il suo impegno nella protezione dell'ambiente.

## Biografia
Nel 1938, seguendo la sua passione per la pesca subacquea, si recò lungo le coste del Mediterraneo ed iniziò a fotografare sott'acqua con una fotocamera di serie da lui stesso scafandrata, prima in bianco e nero e poi anni dopo, per la prima volta nella storia della fotografia subacquea, a colori. Due anni dopo, armato di una cinepresa, si impegnò nelle riprese sottomarine lungo le coste delle Indie occidentali, proseguendo con altre spedizioni per esplorare i banchi di coralli del mar Rosso, nei Caraibi e nelle Galápagos. 
La sua attività di pioniere proseguì di pari passo a quella di ricercatore e divulgatore, scrivendo il suo primo articolo da professionista dopo una spedizione nei Caraibi. Nelle sue prime immersioni utilizzò il rebreather.
Nel 1940 lasciò gli studi di legge e nel 1943 si laureò in zoologia. Nel 1945 si sposò con l'attrice Hannelore Schroth, con cui ebbe un figlio, Hans Hass Jr. Nel 1947 il suo film Menschen unter Haien (Uomini tra gli squali) venne proiettato a Zurigo; nel 1948 viene pubblicato il libro omonimo. In seguito ottenne contratti con alcune case di produzione di Monaco di Baviera e Vienna. Nel 1951 ricevette il premio alla Biennale e nel 1959 il premio Oscar.
Nel 1950 fondò nel Liechtenstein l'Istituto internazionale per la ricerca sottomarina e progettò il primo flash subacqueo, a cui seguì nel 1954 la custodia Rolleimarin per la Rolleiflex, che rimase per oltre un ventennio l'attrezzatura base di ogni fotosub professionista.
Nel 1950 si separò da Hannelore Schroth e sposò in seconde nozze Lotte Baierl, che fu la prima modella subacquea: con il suo aspetto grazioso e i lunghi capelli biondi fu la compagna ideale di Hass, partecipando alle sue spedizioni, tra cui la famosa "Unternehmen Xarifa", in cui la coppia intraprese negli anni 1950 due spedizioni nel Pacifico e nell'Oceano Indiano a bordo dell'imbarcazione Xarifa in collaborazione con altri scienziati. In questo modo Lotte Baierl, divenuta nota in seguito come Lotte Hass, acquisì una grande notorietà, tanto che le furono offerti anche contratti a Hollywood che però rifiutò. Dal suo libro Ein Mädchen auf dem Meeresgrund (Una ragazza sul fondo del mare) nel 2011 venne tratto il film biografico Das Mädchen auf dem Meeresgrund, prodotto dal secondo canale tedesco ZDF in collaborazione con il canale austriaco ORF.
Negli ultimi anni di vita Hass si dedicò allo studio del comportamento umano e della biologia dell'evoluzione, oltre che della protezione dell'ambiente marino e delle problematiche ambientali del pianeta Terra.
Hass pubblicò 32 libri e produsse 73 film, ottenendo numerosi premi e riconoscimenti per le sue attività.

## Pubblicazioni

### Libri
- 1939: Jagd unter Wasser mit Harpune und Kamera (Caccia subacquea con la fiocina e la macchina fotografica)
- 1941: Unter Korallen und Haien (Tra coralli e squali)
- 1942: Fotojagt am Meeresgrund (Caccia fotografica sul fondo marino)
- 1947: Drei Jäger auf dem Meeresgrund (Tre cacciatori sul fondo marino)
- 1949: Menschen und Haie (Uomini e squali)
- 1952: Manta, Teufel im roten Meer (Manta, il diavolo nel Mar Rosso)
- 1954: Ich fotografierte in den 7 Meeren (Ho fotografato nei sette mari)
- 1957: Wir kommen aus dem Meer (Veniamo dal mare)
- 1958: Fische und Korallen (Pesci e coralli)
- 1961: Expedition ins Unbekannte (Spedizione nell'ignoto)
- 1968: Wir Menschen. Das Geheimnis unseres Verhaltens (Noi uomini. Il segreto del nostro comportamento)
- 1970: Energon: Das verborgene Geheimnis (Energon: il segreto nascosto)
- 1971: In unberührten Tiefe. Die Bezwingung der tropischen Meere. (Nel profondo mare incontaminato. La conquista dei mari tropicali)
- 1972: Vorstoss in die Tiefe. Ein Magazin über Abenteuer bei der Erforschung der Meere. (Ingresso nelle profondità. Una rivista sull'avventura nella esplorazione dei mari)
- 1973: Welt unter Wasser. Der abenteuerliche Vorstoss des Menschen ins Meer. (Il mondo sott'acqua. L'avventuroso ingresso dell'uomo nel mare)
- 1976: Eroberung der Tiefe. Das Meer - seine Geheimnisse, seine Gefahren, seine Erforschung. (La conquista delle profondità. Il mare, i suoi segreti, i suoi pericoli, le sue ricerche)
- 1976: Der Hans-Hass-Tauchführer. Das Mittelmeer. Ein Ratgeber für Sporttaucher und Schnorchler. (La guida alle immersioni di Hans Hass. Il Mediterraneo. Un manuale per sommozzatori sportivi e apneisti))
- 1977: Der Hai. Legende eines Mörders. (Lo squalo. Leggenda di un killer)
- 1978: Die Schöpfung geht weiter. Station Mensch im Strom des Lebens. (La creazione continua. L'uomo nella corrente della vita)
- 1979: Wie der Fisch zum Menschen wurde. Die faszinierende Entwicklungsgeschichte unseres Körpers. (Come i pesci diventarono umani. L'affascinante storia dello sviluppo del nostro corpo)
- 1980: Im Roten Meer. Wiederkehr nach 30 Jahren. (Nel Mar Rosso. Ritorno dopo 30 anni)
- 1985: Stadt und Lebensqualität. (La città e la qualità della vita)
- 1986: Abenteuer unter Wasser. Meine Erlebnisse und Forschungen im Meer. (Avventure sott'acqua. Le mie esperienze e ricerche nel mare)
- 1987: Der Ball und die Rose (letteralmente: La palla e la rosa)
- 1988: Der Hai im Management. Instinkte steuern und kontrollieren. (Lo squalo. Controllare e capire i loro istinti)
- 1991: Vorstoss in unbekannte Meere (Ingresso nei mari sconosciuti)
- 1994: Die Hyperzeller. Das neue Menschenbild der Evolution. (Le ipercellule. Il nuovo quadro umano dell'evoluzione)
- 1996: Aus der Pionierzeit des Tauchens. In unberührte Tiefen. (Dall'era pionieristica dell'immersione subacquea. Nelle incontaminate profondità)
- 2004: Erinnerungen und Abenteuer. (Memorie ed avventure)

## Riconoscimenti
- Award della Historical Diving Society Italia, HDS Italia (1997)[3]